# Hans Schäfer
Hans Schäfer (født 19. oktober 1927 i Köln, død 7. november 2017) var en tysk fodboldspiller, der som angriber på det vesttyske landshold var med til at vinde guld ved VM i 1954 i Schweiz, efter den sensationelle 3-2 sejr i finalen over storfavoritterne fra Ungarn. Han spillede fem af tyskernes seks kampe i turneringen. I alt nåede han, mellem 1952 og 1962 at spille 39 landkampe og score 15 mål. Han deltog desuden ved VM i 1958 og 1962.
Schäfer spillede på klubplan hele sin karriere, strækkende sig over 18 år, hos FC Köln i sin fødeby. Han blev tysk mester med klubben i både 1962 og 1964. I 1963 blev han kåret som Årets fodboldspiller i Tyskland.